# Euthalia discispilota
Euthalia discispilota är en fjärilsart som beskrevs av Moore 1878. Euthalia discispilota ingår i släktet Euthalia och familjen praktfjärilar. Inga underarter finns listade i Catalogue of Life.